# Superconductors convencionals

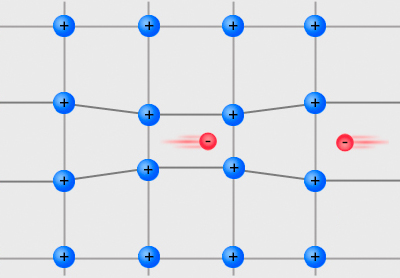
Un parell de Cooper és una quasipartícula de la teoria BCS, la teoria estàndard per explicar la superconductivitat de baixa temperatura.

Els superconductors convencionals són materials que mostren superconductivitat tal com descriu la teoria BCS o les seves extensions. Això contrasta amb els superconductors no convencionals, que no ho fan. Els superconductors convencionals poden ser de tipus I o de tipus II.
La majoria dels superconductors elementals són convencionals. El niobi i el vanadi són de tipus II, mentre que la majoria dels altres superconductors elementals són de tipus I. Temperatures crítiques d'alguns superconductors elementals:
| Element | T c (K) |
| ------- | ------- |
| Al      | 1.20    |
| Hg      | 4.15    |
| Mo      | 0,92    |
| Nb      | 9.26    |
| Pb      | 7.19    |
| Sn      | 3,72    |
| Ta      | 4,48    |
| Ti      | 0,39    |
| V       | 5.30    |
| Zn      | 0,88    |

La majoria de superconductors compostos i aliatges són materials de tipus II. El superconductor convencional més utilitzat en les aplicacions és un aliatge de niobi-titani; aquest és un superconductor de tipus II amb una temperatura crítica superconductora d'11 K. La temperatura crítica més alta tan fa Ba0,6K0,4BiO₃ és un superconductor inusual (un superconductor no òxid de cuprat), però es considera "convencional" en el sentit que s'aplica la teoria BCS.